# Provinz Daniel Campos
Die Provinz Daniel Campos ist eine Provinz im nordwestlichen Teil des Departamento Potosí im Hochland des südamerikanischen Anden-Staates Bolivien. Die Provinz trägt ihren Namen nach dem Dichter Daniel Campos, der aus dieser Region stammte.

## Lage
Die Provinz Daniel Campos ist eine von sechzehn Provinzen im Departamento Potosí. Sie liegt zwischen 19° 25' und 20° 50' südlicher Breite und zwischen 66° 49' und 68° 47' westlicher Länge. Sie grenzt im Norden an das Departamento Oruro, im Westen an die Republik Chile, und im Süden und Osten an die Provinz Nor Lípez. Die Provinz erstreckt sich über etwa 240 Kilometer in Ost-West-Richtung und 180 Kilometer in Nord-Süd-Richtung.

## Geographie
Die Provinz liegt in einer Salztonebene des südlichen Altiplano und wird etwa zur Hälfte durch den westlichen Teil des Salzsee Salar de Uyuni eingenommen. Der Salar de Uyuni hat eine mittlere Höhe von 3657 m, an der Grenze zu Chile wird mit der Alto Totoni in der Cordillera Sillaguay eine Höhe von 5740 m erreicht. Die Provinz weist ein arides Hochgebirgsklima auf, mit Jahresniederschlägen unter 200 m, im Westen sogar unter 100 mm, und Tagesdurchschnittstemperaturen von 0-5 °C im ganzen Jahr.

## Bevölkerung
Die Einwohnerzahl der Provinz Daniel Campos ist in den vergangenen drei Jahrzehnten um etwa ein Viertel angestiegen:
| Jahr | Einwohner | Quelle       |
| ---- | --------- | ------------ |
| 1992 | 4 630     | Volkszählung |
| 2001 | 5 067     | Volkszählung |
| 2012 | 5 850     | Volkszählung |
| 2024 | 5 711     | Volkszählung |

Wichtigstes Idiom der Provinz mit 80 Prozent ist Spanisch, 59 Prozent der Bevölkerung sprechen Aymara. Hauptstadt der Provinz ist Llica.
87 Prozent der Bevölkerung haben keinen Zugang zu Elektrizität, 91 Prozent leben ohne sanitäre Einrichtungen. 73 Prozent der Bevölkerung arbeiten in der Landwirtschaft, 3 Prozent im Bergbau, 2 Prozent in der Industrie, 22 Prozent im Bereich Dienstleistungen. 87 Prozent der Bevölkerung sind katholisch, 8 Prozent evangelisch.

## Gliederung
Die Provinz untergliedert sich gemäß der letzten Volkszählung von 2024 in die folgenden beiden Verwaltungsbezirke (bolivianisch „Municipios“):
- 05-1401 Municipio Llica – 4.150 Einwohner
- 05-1402 Municipio Tahua – 1.561 Einwohner

## Ortschaften in der Provinz Daniel Campos
- Municipio Llica
  - Llica 845 Einw. – Palaya 242 Einw. – Chacoma 222 Einw. – Canquella 160 Einw.

- Municipio Tahua
  - Tahua 365 Einw. – Caquena 212 Einw. – Yonza 181 Einw. – Coqueza 88 Einw.